# Tithoniae Catenae
Tithoniae Catenae una formació geològica del tipus catena del quadrangle Coprates de Mart, situat amb coordenades planetocèntriques a -4.94 ° latitud N i 282.53 ° longitud E. Té un diàmetre de 562 km i va rebre el nom d'un clàssic d'albedo. El nom va ser fet oficial per la UAI l'any 1987. El terme "Catena" fa referència a una cadena de cràters.